# Will (wytwórnia filmowa)
WILL Co., Ltd. (jap. 株式会社WILL) – japońska firma zajmująca się produkcją filmów. 
Jest też jedna z czołowych firm zajmujących się produkcją filmów w branży dla dorosłych, produkująca prace m.in. MOODYZ, S1, Idea Pocket, Madonna, którzy są powszechnie określani jako producenci wewnętrzni. Ponadto firma jest zaangażowana w szereg innych przedsięwzięć, takich jak produkcja gier wideo z podwykonawcami i firmami należącymi do grupy.

## Historia
Pierwotnie firma prowadzona przez DMM.com. nosiła nazwę ABC Co., Ltd. ale w grudniu 2016 połączyła się z inną firmą, CA Co., Ltd. (dawniej znaną jako HOKUTO bądź outvision), głównym producentem filmów dla dorosłych i zmieniła nazwę na obecną
Od 2021 roku dystrybucję serii filmów dla dorosłych WILL, można oglądać wyłącznie na platformie FANZA.

## Powiązani producenci
W tym producenci wewnętrzni
- MOODYZ[6]
- S1[7]
- MUTEKI[8]
- Madonna[9]
- IDEA POCKET[10]
- Fitch[11]
- ATTACKERS[12]
- Honnaka (本中)[13]
- OPPAI
- kawaii*[14]
- WANZ FACTORY[15]
- Hentai Shinshi Kurabu[16]
- Tameike Goro (溜池ゴロー)
- PREMIUM
- E-BODY[17]
- Chijo Hebun (痴女ヘブン)
- Nampa JAPAN[18]
- Kira☆Kira[19]
- Das!
- Rookie
- Emukko Lab (えむっ娘ラボ)[20]
- bibian (ビビアン)[21]
- Muku (無垢)[22]
- MVG[23]
- OPERA
- Ranmarun (乱丸)[24]
- BeFree[25]
- V[26]
- Hajime Kikaku (はじめ企画)[27]
- Miman (未満)
- Yariman Densetsu (ヤリマン伝説)[28]
- ZUKKON/BAKKON[29]
- teamZERO[30]
- Minimamu (ミニマム)[31]
- HHH GROUP
  - Hunter
  - ATOM
  - Apache
  - O Yashoku Kanpanī (お夜食カンパニー)
  - Gōrudentaimu (ゴールデンタイム)
  - ROYAL
  - JACKPOT SYSTEM